# Angsokah
Angsokah is een bestuurslaag in het regentschap Sampang van de provincie Oost-Java, Indonesië. Angsokah telt 2217 inwoners (volkstelling 2010).